# グレート・ブルーホール

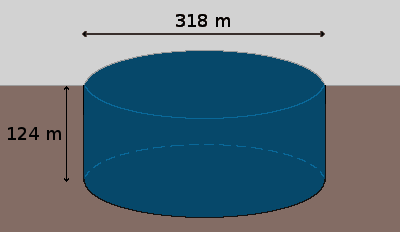
ホールの大まかな構造

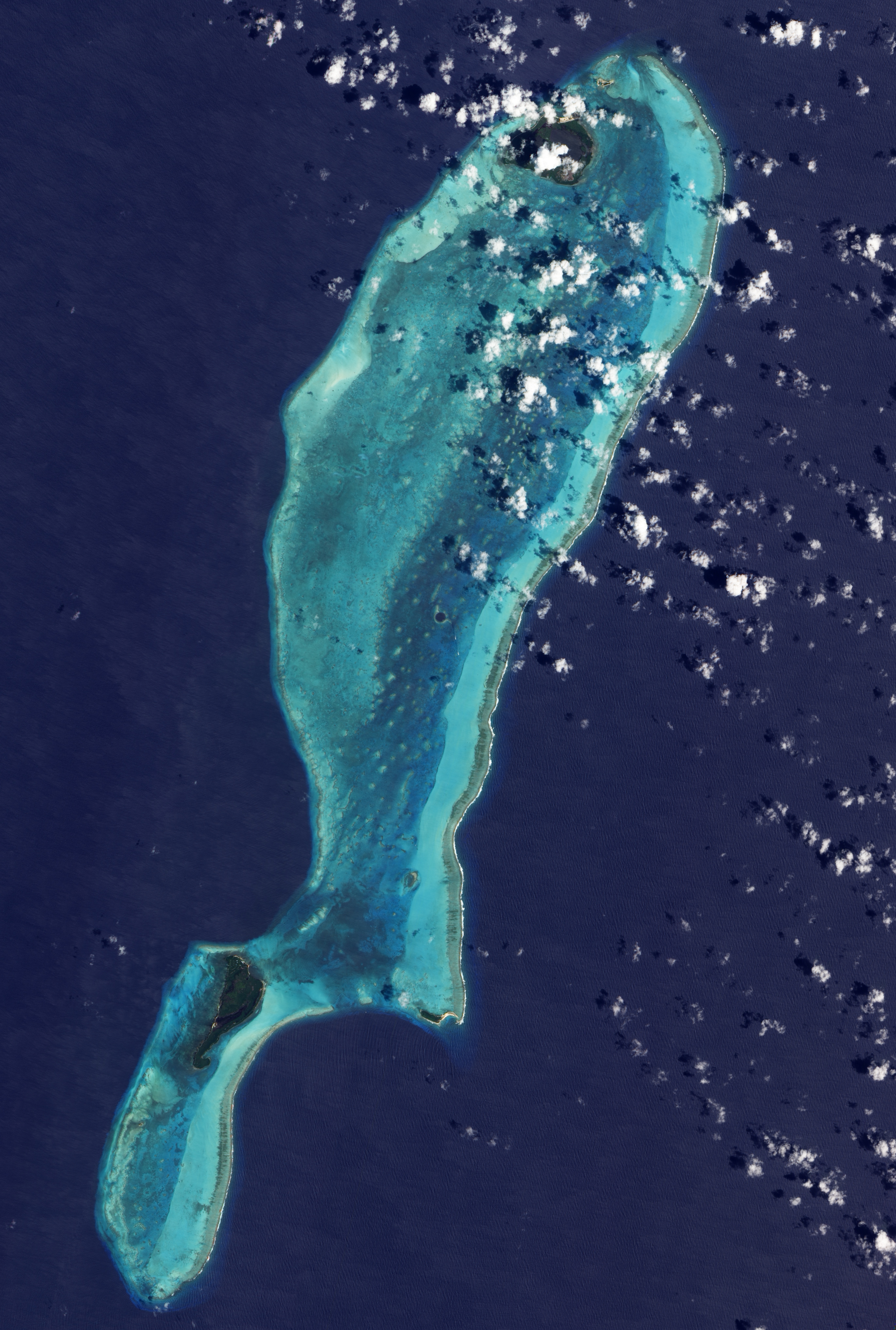
ライトハウス礁の衛星写真。写真中央付近にホールがある

グレート・ブルーホール（英: Great Blue Hole）は、ベリーズにある大規模なブルーホール。ベリーズ本土の沖70キロメートルに位置する、ライトハウス礁の中心近くに位置する。
形状は円形で、直径318メートル、水深124メートル、面積は70,650平方メートルである。海水面がずっと低かった第四紀の氷河作用により形成され、その後に海面が再び上昇したことで水没したと考えられている。ブルーホール内の鍾乳石の分析調査では、15万3000年前、6万6000年前、6万年前、1万5000年前といった結果が得られている。
ベリーズ珊瑚礁保護区の構成資産として、国際連合教育科学文化機関 (UNESCO) の世界自然遺産に登録されている。

## 探査
グレート・ブルーホールは、フランスの海洋学者ジャック＝イヴ・クストーが「世界のスキューバダイビングスポット5選」のひとつに数えたことで有名となった。1971年にクストーは海洋調査船カリプソ号で、ブルーホールの探査を行った。その結果、ブルーホールが典型的なカルスト石灰岩で形成されていること、海面上昇前に少なくとも4期に分けて形成されたことが明らかとなった。水中から鍾乳石も採集され、それらが地上で形成されたことが裏付けられた。さらに、鍾乳石が5°ほど傾斜していたことから、過去になんらかの地殻変動があったことが示唆された。当初測定されたホールの水深は125メートルで、これが今日まで最も引用される値となっている。
1997年夏には、最深部からの地殻サンプルの収集と、鍾乳洞の状況の記録を目的とする探査が行われた。この探査を遂行するため、ダイバーは全員洞窟潜水と混合ガス潜水の有資格者で編成された。
2018年12月には、内部の海図を作製するため、2隻の潜水艦がホール内を探査した。ソナーを使用して、探査チームはほぼ完全な3Dマップを作製することに成功した。この探査で、水深91メートル付近に硫化水素の層が発見された。これより水深が低くなると、海中は暗く、酸性となり、生命は存在しなくなる。探査チームはまた、最深部で2名のダイバーの遺体を発見した。これは以前、ベリーズ当局に行方不明届けが出されていたダイバーと考えられた。2名に敬意を払い、遺体は地上まで運搬することはせず、そのまま水葬にされた。

## 観光
その水晶のように透き通った海面と、ミッドナイト・パロットフィッシュやペレスメジロザメといった魚種の存在から、スキューバダイビング愛好家のあいだでは人気のスポットとなっている。オオメジロザメやシュモクザメといったサメの目撃例もあるが、日常的に目にすることはない。ブルーホールへは日帰りで行けるが、通常丸一日かかる。
ブルーホールと同様な地形はベリーズ国内やユカタン半島の陸上にも存在し、それらはセノーテと呼ばれている。
2012年、ディスカバリーチャンネルは「地球上で最も驚異的な場所10選」の第1位にグレート・ブルーホールを選定した。2018年にはグレート・ブルーホールを特集した2時間番組 Discovery Live: Into the Blue Hole を放映している。